# Campeonato Mundial de Atletismo Sub-20 de 2021 - 110 m com barreiras masculino
A prova dos 110 metros com barreiras masculino do Campeonato Mundial de Atletismo Sub-20 de 2021 ocorreu entre os dias 20 e 21 de agosto de 2021 no Centro Esportivo Internacional Moi, em Nairóbi, no Quênia. 

## Recordes
Antes desta competição, os recordes mundiais e do campeonato nesta prova eram os seguintes:
|       | Nome                         | Nacionalidade  | Tempo | Local           | Data                                   |
| ----- | ---------------------------- | -------------- | ----- | --------------- | -------------------------------------- |
| WU20R | Wilhem BelocianDamion Thomas | França Jamaica | 12.99 | Eugene Kingston | 24 de julho de 201423 de junho de 2018 |
| CR    | Wilhem Belocian              | França         | 12.99 | Eugene          | 24 de julho de 2014                    |
| WU20L | Sasha Zhoya                  | França         | 13.02 | Bondoufle       | 10 de julho de 2021                    |

Os seguintes recordes mundiais ou do campeonato foram estabelecidos durante esta competição: 
| Data         | Evento    | Nome        | Nacionalidade | Tempo | Notas  |
| ------------ | --------- | ----------- | ------------- | ----- | ------ |
| 20 de agosto | Semifinal | Sasha Zhoya | França        | 12.93 | WU20R, |
| 21 de agosto | Final     | Sasha Zhoya | França        | 12.72 | WU20R, |

## Medalhistas
| Ouro              | Prata                   | Bronze                |
| Sasha Zhoya (FRA) | Vashaun Vascianna (JAM) | Jakub Szymański (POL) |

## Cronograma
Todos os horários são locais (UTC+3).  
| Data         | Hora  | Evento    |
| ------------ | ----- | --------- |
| 20 de agosto | 09:55 | Bateria   |
| 20 de agosto | 15:30 | Semifinal |
| 21 de agosto | 16:15 | Final     |

## Resultados

### Bateria
Qualificação: Os 3 primeiros de cada bateria (Q) e os 4 tempos mais rápidos (q). 
Vento:
Bateria 1: +0.2 m/s, Bateria 2: +1.0 m/s, Bateria 3: +0.3 m/s, Bateria 4: +1.5 m/s
| Posição | Bateria | Atleta                      | Nacionalidade               | Tempo | Notas           |
| ------- | ------- | --------------------------- | --------------------------- | ----- | --------------- |
| 1       | 3       | Sasha Zhoya                 | França                      | 13.12 | Q               |
| 2       | 2       | Vashaun Vascianna           | Jamaica                     | 13.37 | Q,              |
| 3       | 3       | John Paredes                | Colômbia                    | 13.49 | Q,              |
| 4       | 4       | Jakub Szymański             | Polónia                     | 13.52 | Q               |
| 5       | 4       | Erwann Cinna                | França                      | 13.60 | Q               |
| 6       | 1       | Prosper Oghenemine Ekporore | Nigéria                     | 13.71 | Q,              |
| 7       | 2       | Rian Pereira                | Brasil                      | 13.71 | Q               |
| 8       | 4       | Cheung Siu Hang             | Hong Kong                   | 13.72 | Q, NU20R        |
| 9       | 3       | Mondray Barnard             | África do Sul               | 13.76 | Q               |
| 10      | 4       | Štěpán Schubert             | Chéquia                     | 13.77 | q               |
| 11      | 4       | Marc Brian Louis            | Singapura                   | 13.77 | q, NU20R        |
| 12      | 1       | Yousuf Badawy Sayed         | Egito                       | 13.79 | Q,              |
| 12      | 3       | Saeed Othman Al-Absi        | Catar                       | 13.79 | q               |
| 14      | 4       | Jorim Léonard Bangue        | Camarões                    | 13.80 | q, NU20R        |
| 15      | 1       | Olivér Almási               | Hungria                     | 13.82 | Q               |
| 16      | 1       | Lorenzo Ndele Simonelli     | Itália                      | 13.83 |                 |
| 17      | 3       | Tejas Shirse                | Índia                       | 13.87 |                 |
| 18      | 2       | Tomáš Oberndorfer           | Chéquia                     | 13.95 | Q               |
| 19      | 1       | Matvey Gerasimov            | Atletas Neutros Autorizados | 13.98 |                 |
| 20      | 2       | Omar Khaled Mohamed         | Egito                       | 14.01 |                 |
| 21      | 1       | Jovan Čanak                 | Sérvia                      | 14.05 |                 |
| 22      | 2       | Riccardo Berrino            | Itália                      | 14.06 |                 |
| 23      | 3       | Antoine Andrews             | Bahamas                     | 14.08 |                 |
| 24      | 2       | Bogdan Vidojković           | Sérvia                      | 14.18 |                 |
| 25      | 3       | Lukas Cik                   | Croácia                     | 14.19 |                 |
| 26      | 2       | Richard Nagy                | Hungria                     | 14.27 |                 |
| 27      | 4       | Ayetullah Demir             | Turquia                     | 14.54 |                 |
| 28      | 2       | Patrick Muindi              | Quênia                      | 15.27 | Recorde pessoal |
| 29      | 4       | Anatoliy Kiselev            | Atletas Neutros Autorizados | DNS   |                 |
| 29      | 1       | Fabrício Júlio de Sousa     | Brasil                      | DNS   |                 |

### Semifinal
Qualificação: Os 3 primeiros de cada bateria (Q) e os 2 tempos mais rápidos (q). 
Vento:
Bateria 1: +0.1 m/s, Bateria 2: -0.4 m/s
| Posição | Bateria | Atleta                      | Nacionalidade | Tempo | Notas    |
| ------- | ------- | --------------------------- | ------------- | ----- | -------- |
| 1       | 2       | Sasha Zhoya                 | França        | 12.93 | Q, WU20R |
| 2       | 1       | Vashaun Vascianna           | Jamaica       | 13.35 | Q,       |
| 3       | 2       | John Paredes                | Colômbia      | 13.46 | Q,       |
| 4       | 1       | Jakub Szymański             | Polónia       | 13.50 | Q        |
| 5       | 1       | Erwann Cinna                | França        | 13.51 | Q,       |
| 6       | 1       | Saeed Othman Al-Absi        | Catar         | 13.52 | q, NU20R |
| 7       | 2       | Cheung Siu Hang             | Hong Kong     | 13.57 | Q, NU20R |
| 8       | 1       | Štěpán Schubert             | Chéquia       | 13.63 | Q,       |
| 9       | 1       | Mondray Barnard             | África do Sul | 13.65 |          |
| 10      | 1       | Rian Pereira                | Brasil        | 13.78 |          |
| 11      | 2       | Marc Brian Louis            | Singapura     | 13.83 |          |
| 12      | 2       | Jorim Léonard Bangue        | Camarões      | 13.92 |          |
| 13      | 1       | Olivér Almási               | Hungria       | 14.23 |          |
| 14      | 2       | Prosper Oghenemine Ekporore | Nigéria       | 15.70 |          |
| 15      | 2       | Yousuf Badawy Sayed         | Egito         | DNF   |          |
| 15      | 2       | Tomáš Oberndorfer           | Chéquia       | DSQ   | TR22.6.2 |

### Final
A prova final foi realizada no dia 21 de agosto às 16:19. 
Vento: +0.8 m/s
| Posição           | Raia | Atleta                      | Nacionalidade | Tempo | Notas           |
| ----------------- | ---- | --------------------------- | ------------- | ----- | --------------- |
| Medalha de ouro   | 4    | Sasha Zhoya                 | França        | 12.72 | WU20R           |
| Medalha de prata  | 7    | Vashaun Vascianna           | Jamaica       | 13.25 | Recorde pessoal |
| Medalha de bronze | 6    | Jakub Szymański             | Polónia       | 13.43 | Recorde pessoal |
| 4                 | 2    | Saeed Othman Al-Absi        | Catar         | 13.46 | NU20R           |
| 5                 | 9    | Erwann Cinna                | França        | 13.50 | Recorde pessoal |
| 6                 | 5    | John Paredes                | Colômbia      | 13.52 |                 |
| 7                 | 8    | Cheung Siu Hang             | Hong Kong     | 13.53 | NU20R           |
| 8                 | 3    | Štěpán Schubert             | Chéquia       | 13.69 |                 |
| 9                 | 1    | Prosper Oghenemine Ekporore | Nigéria       | 21.60 |                 |

Legenda
| Recorde mundial       | Recorde mundial (World record)               |                       | Recorde africano                      | Recorde africano (African) |                                           | Q | Classificado por posição (Qualified) |
| Recorde do campeonato | Recorde do campeonato (Championship record)  | Recorde da América    | Recorde da América (Americas)         | q                          | Classificado por melhor tempo (Qualified) |   |                                      |
| Melhor marca do ano   | Melhor marca do ano (World leading)          | Recorde asiático      | Recorde asiático (Asian)              | DNS                        | Não largou (Did not start)                |   |                                      |
| Recorde nacional      | Recorde nacional (National record)           | Recorde europeu       | Recorde europeu (European)            | DNF                        | Não terminou (Did not finish)             |   |                                      |
| Recorde pessoal       | Recorde pessoal do atleta (Personal best)    | Recorde da Oceania    | Recorde da Oceania (Oceania)          | DSQ / DQ                   | Desclassificado (Disqualified)            |   |                                      |
| Recorde da temporada  | Recorde da temporada do atleta (Season best) | Recorde sul-americano | Recorde sul-americano (South America) | NM                         | Sem marca (No mark)                       |   |                                      |